# Pedro Pascal
José Pedro Balmaceda Pascal (AFI: [xoˈse ˈpeðɾo βalmaˈseða pasˈkal] Santiago, 2 de abril de 1975) é um ator chileno naturalizado norte-americano. Começou sua carreira no teatro e com alguns papéis pequenos na televisão. Ficou conhecido internacionalmente no papel de Oberyn Martell na quarta temporada da série Game of Thrones da HBO, Javier Peña na série Narcos da Netflix, o Mandaloriano na primeira série live-action de Star Wars The Mandalorian do Disney+ e Joel Miller na série The Last of Us da HBO.
Foi eleito pela Time uma das 100 pessoas mais influentes do mundo em 2023. No mesmo ano, foi indicado ao Emmy de Melhor Ator em Série de Drama e teve três nomeações em uma única edição do prêmio.

## Biografia
Pascal nasceu em Santiago, Chile, durante a ditadura militar de Augusto Pinochet, filho da psicologa Verónica Pascal Urta e do médico de fertilização José Balmacera. Tem uma irmã mais velha, Javiera, head de produções originais em espanhol da Amazon e dois mais novos: Nicolás, médico PhD em neurologia pediatrica, e Lux, atriz formada na tradicional escola Juilliard e ativista do movimento LGBT.
Verónica tinha parentesco com o presidente deposto e José cuidou de um soldado ferido nos conflitos do país, que após ser torturado, falou o nome do médico que havia o ajudado. Por isso, 9 meses após o nascimento de Pedro, a família foi obrigada a fugir do país. Seus pais buscaram ajuda na embaixada da Venezuela, mais tarde conseguiram asilo político na Dinamarca e por fim, se mudaram para os Estados Unidos. Ele cresceu no Condado de Orange, na Califórnia e em San Antonio, no Texas.
Durante a infância e início da adolescência, participou de competições de natação, mas largou o esporte ao se mudar para a Califórnia e descobrir interesse em artes. Estudou Artes Cênicas na Orange County School of the Arts (escola preparatória para adolescentes com interesses artísticos diversos) e em 1997 se graduou pela Tisch School of the Arts da New York University.
Em 1999, sua mãe Verónica cometeu suicidio. Após a morte, Pedro passou a usar o sobrenome Pascal profissionalmente, como tributo e por sentir que americanos tinham dificuldade em pronunciar Balmaceda.

## Carreira

### 1999–2013: Primeiros trabalhos

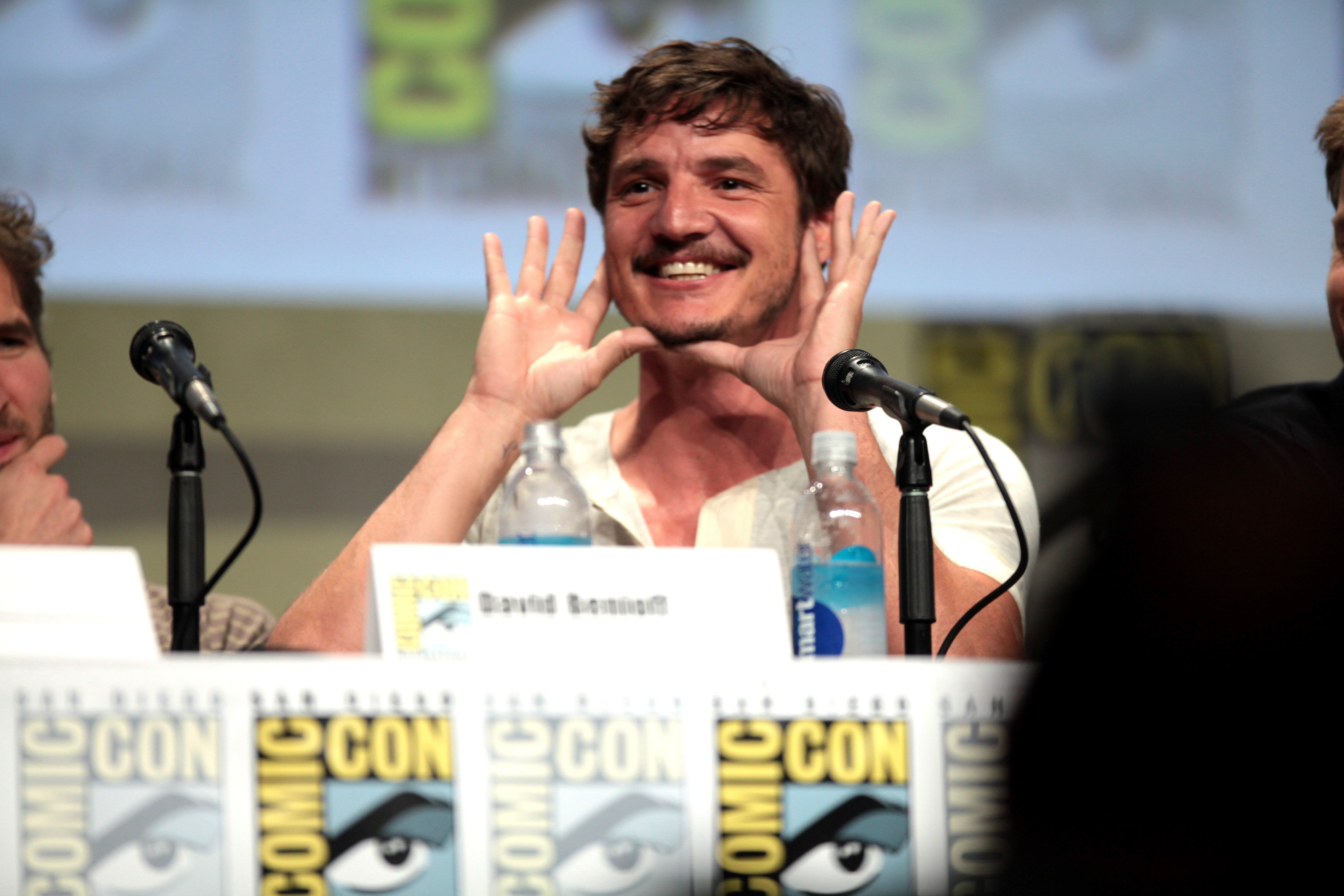
Pascal em 2014 na San Diego Comic Con

Em 1999, Pascal conseguiu seu primeiro trabalho em uma grande produção, uma breve participação em Buffy, a Caça Vampiros. Nos anos seguintes, intercalou pequenas aparições em séries como The Good Wife, Homeland, O Mentalista e Graceland e  fez trabalhos Off Broadway. Interpretou o sequestrador Reggie em Law & Order: Criminal Intent, episódio "Weeping Willow". Em 2011, estava escalado para o piloto da adaptação televisiva da série Wonder Woman, mas a série não foi ao ar.
Pascal tem extensa experiência como ator e diretor de palco, recebeu o Los Angeles Drama Critics Circle Award e o Garland Award pelo papel em Órfãos, do International City Theater, esteve em produções clássicas e contemporâneas e é membro da New York City's LAByrinth Theater Company. Em 2008, estreou como diretor do espetáculo underneathmybed Em 2010, escreveu a peça Flaca Loves Bones, dirigida por Sarah Silverman e nos anos seguintes voltou a dirigir, com as peças Yosemite e Killing Play no Rattlestick Playwrights Theater, teatro de West Village, Nova York.
O ator já declarou que nessa época, em especial nos primeiros anos de trabalho, teve muita dificuldade de se manter financeiramente e pensou em desistir da atuação. Trabalhou como garçom e gogoboy nos anos 90, e teve ajuda de Sarah Paulson, que algumas vezes deu parte de seu salário para o amigo pagar o aluguel.

### 2014–2018: Inicio do Estrelato
Em 2013, foi escalado como o príncipe Oberyn Martell na quarta temporada da série de tv americana da HBO, Game of Thrones. Pedro enviou seu teste e pediu ajuda a Paulson para que o material chegasse nas mãos dos produtores da série, já que a atriz é amiga de Amanda Peet, esposa de David Benioff, um dos co-criadores. Para a Variety, Benioff disse que a qualidade do vídeo era muito ruim e amadora, mas a atuação de Pascal era "intensa, crível e certeira". O ator acabou sendo contatado pela equipe do programa, e após outras etapas de seleção, conseguiu o papel. A participação foi de apenas uma temporada, mas Pascal e Oberyn conquistaram público e critica especializada, e a morte do personagem é até hoje uma das mais lembradas pelos fãs
Em 2015, entrou na série original do Netflix, Narcos, como agente americano do DEA Javier Peña. Penã se tornou protagonista e narrador da história na terceira temporada, após a morte de Pablo Escobar, interpretado por Wagner Moura. O sucesso do show alavancou a popularidade de Pascal.
No mesmo ano, co-estrelou com a modelo Heidi Klum o clip "Fire Meet Gasoline" da cantora australiana Sia.
Em 2016, interpretou Tovar no filme A Grande Muralha ao lado de Matt Damon, em 2017 esteve em Kingsman como Agente Whiskey e em 2018 foi o antagonista de O Protetor 2, com Denzel Washington. No final do mesmo ano, Variety e Deadline reportaram que Pedro estaria em negociações finais com a Disney para entrelar The Mandalorian, série do universo Star Wars.

### 2019–Presente: Reconhecimento Mundial

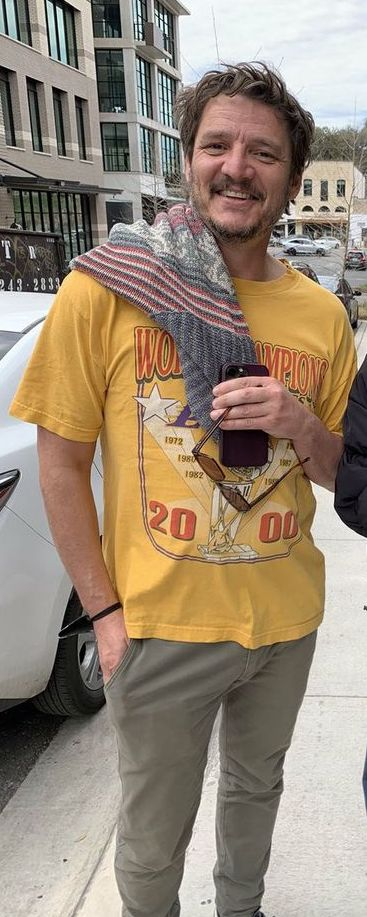
Pascal em 2022

Em 2019, estreou na Boadway com a adaptação de Rei Lear, de William Shakespeare. No mesmo ano, chegou na Disney+ The Mandalorian, primeiro live action do universo Star Wars, onde Pascal é o protagonista Din Djarin, e na Netflix Triplice Fronteira, em que interpreta Francisco "Catfish" Morales.
Em seguida, entrou na DC como Maxwell Lord em Mulher Maravilha 1984. Por conta do pandemia de COVID 19, o filme foi lançado em 2020 nos cinemas e na HBO Max. O filme teve recepção fraca de público e critica, mas o vilão de Pascal foi elogiado como o ponto alto do produção
Em 2022, co-estrelou com Nicholas Cage The Unbearable Weight of Massive Talent, interpretando Javi, um bilionário fã de Cage. Pascal também esteve na comédia satirica The Bubble, e em House Comes With a Bird, curta metragem da Miu Miu dirigido por Janicza Bravo como parte da série Women's Tales, que celebra mulheres diretoras. O projeto marca o segundo trabalho do chileno na moda, já que o ator foi rosto da Loewe em 2017 e 2020.
Em 2023, retornou a HBO como Joel, personagem principal da aguardada série The Last of Us, inspirada no premiado videogame de mesmo nome. Na produção, Pascal contracena com Bella Ramsey, também de Game of Thrones. Segundo divulgado na imprensa, o ator recebeu US$600.000 por episódio. A performance de Pedro foi aclamada pela crítica, que destacou sua habilidade em mostrar diferentes nuances e retratar vulnerabilidade e seu desempenho em "Kin", episódio 6 da série, foi reconhecida pela tradicional lista do TV Line como melhor Performance de TV da Semana, que chamou o trabalho de um dos melhores de sua carreira.
Em fevereiro de 2023, apresentou o Saturday Night Live com Coldplay de convidado musical e foi anunciado como parte do elenco de Drive-Away Dolls, primeiro filme solo de Ethan Coen. Em maio, o curta metragem Strange Way Of Live, faroeste gay de Pedro Almodovar com produção da Saint Laurent protagonizado por Pascal e Ethan Hawke, foi lançado no Festival de Cannes. No mesmo mês, foi confirmado como parte do elenco de Gladiador 2, de Ridley Scott.
Também em 2023 foi reconhecido pela Time Magazine como uma das 100 Pessoas Mais Influentes do Mundo, e no Emmy Awards do mesmo ano foi indicado às categoria de Ator Principal em Drama, por The Last Of Us, Melhor Ator Convidado em Série de Comédia pelo Saturday Night Live e Melhor Narrador por Patagonia: Life on the Edge of the World, documentário da CNN.
Em 2025, Pascal deve estrear no Universo Cinematográfico Marvel como Reed Richards / Senhor Fantástico no filme The Fantastic Four: First Steps. Pedro também foi confirmado para reaparecer como Senhor Fantástico no filme Avengers: Doomsday (2026).

## Filmografia

### Filmes
| Ano  | Título                                  | Papel                             | Notas        |
| ---- | --------------------------------------- | --------------------------------- | ------------ |
| 2001 | Earth vs. the Spider                    | Goth Guy                          | Telefilme    |
| 2005 | Hermanas                                | Steve                             |              |
| 2011 | The Adjustment Bureau                   | Paul De Santo                     |              |
| 2011 | Burn Notice: The Fall of Sam Axe        | Comandante Veracruz               | Telefilme    |
| 2014 | Bloodsucking Bastards                   | Max                               |              |
| 2015 | Sweets                                  | Twin Peter                        |              |
| 2016 | The Great Wall                          | Pedro Tovar                       |              |
| 2017 | Kingsman: The Golden Circle             | Agente Whiskey                    |              |
| 2018 | The Equalizer 2                         | Dave York                         |              |
| 2018 | If Beale Street Could Talk              | Pietro Alvarez                    |              |
| 2018 | Prospect                                | Ezra                              |              |
| 2019 | Triple Frontier                         | Franscisco Morales                |              |
| 2020 | We Can Be Heroes                        | Marcus Moreno                     |              |
| 2020 | Wonder Woman 1984                       | Maxwell Lord                      |              |
| 2022 | The Unbearable Weight of Massive Talent | Javi                              |              |
| 2022 | The Bubble                              | Dieter Bravo                      |              |
| 2023 | Strange Way Of Life                     | Silva                             | Curta        |
| 2023 | Drive-Away Dolls                        | Santos                            |              |
| 2024 | Freaky Tales                            | Clint                             |              |
| 2024 | 'Drive-Away Dolls                       | Santos                            | Cameo        |
| 2024 | The Uninvited                           | Lucien Flores                     |              |
| 2024 | The Wild Robot                          | Fink                              | Dublagem     |
| 2024 | Gladiator II                            | Marcus Acacius                    |              |
| 2025 | Eddington                               | Mayor Ted Garcia                  | [ 37 ]       |
| 2025 | Materialists                            | Harry Castillo                    | [ 38 ]       |
| 2025 | The Fantastic Four: First Steps         | Reed Richards / Senhor Fantástico | Pós-produção |
| 2026 | Avengers: Doomsday                      | Reed Richards / Senhor Fantástico |              |

### Televisão
| Ano       | Título                            | Papel                       | Notas                                 |
| --------- | --------------------------------- | --------------------------- | ------------------------------------- |
| 1999      | Good vs. Evil                     | Gregor New                  | Episódio: "Gee Your Hair Smells Evil" |
| 1999      | Downtown                          |                             | Voz Episódio: "Hot Spot"              |
| 1999      | Undressed                         | Greg                        | 3 episódios                           |
| 1999      | Buffy the Vampire Slayer          | Eddie                       | Episódio: "The Freshman"              |
| 2000      | Touched by an Angel               | Ricky                       | Episódio: "Stealing Hope"             |
| 2001      | NYPD Blue                         | Shane "Dio" Morrissey       | Episódio: "Oh Golly Goth"             |
| 2006      | Law & Order: Criminal Intent      | Kevin "Kip" Green           | Episódio: "Weeping Willow"            |
| 2006      | Without a Trace                   | Kyle Wilson                 | Episódio: "Candy"                     |
| 2008      | Law & Order                       | Tito Cabassa                | Episódio: "Tango"                     |
| 2009      | Law & Order: Criminal Intent      | Reggie Luckman              | Episódio: "The Glory That Was..."     |
| 2009–2011 | The Good Wife                     | Nathan Landry               | 6 episódios                           |
| 2010      | Nurse Jackie                      | Steve                       | Episódio: "Twitter"                   |
| 2011      | Lights Out                        | Omar Assarian               | 4 episódios                           |
| 2011      | Brothers & Sisters                | Zach Wellison               | 2 episódios                           |
| 2011      | Law & Order: Special Victims Unit | Special Agent Greer         | Episódio: "Smoked"                    |
| 2011      | Charlie's Angels                  | Frederick Mercer            | Episódio: "Angels in Paradise"        |
| 2011      | Wonder Woman                      | Ed Indelicato               | Piloto                                |
| 2012      | Body of Proof                     | Zack Goffman                | Episódio: "Falling for You"           |
| 2012      | CSI: Crime Scene Investigation    | Kyle Hartley                | Episódio: "Malice in Wonderland"      |
| 2013      | Nikita                            | Liam                        | Episódio: "Aftermath"                 |
| 2013      | Red Widow                         | Jay Castillo                | 4 episódios                           |
| 2013      | Graceland                         | Juan Badillo                | 9 episódios                           |
| 2013      | Homeland                          | David Portillo              | Episódio: "Tin Man Is Down"           |
| 2013      | The Sixth Gun                     | Special Agent Ortega        | Piloto                                |
| 2014      | The Mentalist                     | Marcus Pike                 | 7 episódios                           |
| 2014      | Exposed                           | Oscar Castro Vargas         | Piloto                                |
| 2014      | Game of Thrones                   | Oberyn Martell              | 7 Episódios                           |
| 2015–2017 | Narcos                            | Javier Peña                 | 30 episódios                          |
| 2019–2023 | The Mandalorian                   | Din Djarin / O Mandaloriano | Papel principal                       |
| 2023–2025 | The Last of Us                    | Joel Miller                 | Papel principal                       |
| 2023      | Saturday Night Live               | Ele mesmo                   | Apresentador                          |
| 2023      | HouseBroken                       | Claude                      | Voz Segunda Temporada, Episódio 5     |

## Teatro
| Ano         | Título                               | Papel                                             | Companhia/Teatro                                                            | Nota    |
| ----------- | ------------------------------------ | ------------------------------------------------- | --------------------------------------------------------------------------- | ------- |
| 1999        | Orphans                              | Phillip                                           | International City Theatre (Off Broadway)                                   |         |
| 2003        | Lobby Hero                           | Jeff                                              | Wellfleet Harbor Actors Theater/Harbor Stage                                |         |
| 2004        | Gizmo Love                           | Ralph                                             | Wellfleet Harbor Actors Theater/Harbor Stage                                |         |
| 2005        | Lorenzaccio                          | Piero Strozzi                                     | Shakespeare Theatre Company/Klein Theatre                                   |         |
| 2005 e 2007 | Hamlet                               | Horatio                                           | Commonwealth Shakespeare Company/ Boston Common Parade Ground               |         |
| 2005-2006   | Beauty of the Father                 | Karim                                             | Manhattan Theatre Club/ New York City Center Stage II (Off Broadway)        |         |
| 2006        | Based on a Totally True Story        | Michael Sullivan                                  | Manhattan Theatre Club/ New York City Center Stage II (Off Broadway)        |         |
| 2006        | Macbeth                              | Bloody Sergeant                                   | The Public Theater/Delacorte Theatre (Off Brodaway)                         |         |
| 2007        | Some Men                             | Fritz, Zach, David Goldman, RandyHunk, Nurse Jack | Second Stage Theatre (Off Broadway)                                         |         |
| 2008        | Sand                                 | Ahmed, Armando                                    | Women's Project and Productions/Julia Miles Theater (Off Broadway)          |         |
| 2008        | underneathmybed                      | -                                                 | Rattlestick Productions, Inc/Rattlestick Playwrights Theater (Off Broadway) | Diretor |
| 2008        | Old Comedy After Aristophanes' Frogs | Dionysus                                          | Classic Stage Company/Target Margin Theater                                 |         |
| 2009        | The Miracle at Naples                | Tristano                                          | Huntington Theatre Company/The Virginia Wimberly Theatre                    |         |
| 2010        | Flaca Loves Bone                     | -                                                 | Rattlestick Productions, Inc/Rattlestick Playwrights Theater (Off Broadway) | Autor   |
| 2010        | theaterjam                           | -                                                 | Rattlestick Productions, Inc/Rattlestick Playwrights Theater (Off Broadway) | Diretor |
| 2010-2011   | Maple and Vine                       | Roger                                             | Perry-Mansfield Performing Arts School & Camp, Actors Theatre of Louisville |         |
| 2011        | Dark Matters                         | Enamorado                                         | The Blank Theatre Company Living Room Series                                |         |
| 2012        | Dear Darkness...                     | -                                                 | New Ohio Theatre                                                            | Diretor |
| 2012        | Yosemite                             | -                                                 | Rattlestick Productions, Inc/Rattlestick Playwrights Theater (Off Broadway) |         |
| 2019        | King Lear                            | Edmund                                            | Cort Theatre (Broadway)                                                     |         |

## Prêmios e indicações
| Ano  | Premiação                                                | Categoria                                 | Indicação             | Resultado                 | Ref. |
| ---- | -------------------------------------------------------- | ----------------------------------------- | --------------------- | ------------------------- | ---- |
| 2000 | Los Angeles Drama Critics Circle Award                   | Melhor Performance                        | Orphans               | Venceu                    |      |
| 2000 | Backstage Garland Awards                                 | Melhor Performance                        | Orphans               | Venceu                    |      |
| 2014 | Gold Derby Awards                                        | Performance Revelação do Ano              | Game Of Thrones       | Indicado                  |      |
| 2014 | Gold Derby Awards                                        | Ator Convidado - Drama                    | Game Of Thrones       | Venceu                    |      |
| 2014 | Online Film & Television Association                     | Ator Convidado - Drama                    | Game Of Thrones       | Indicado                  |      |
| 2014 | NewNowNext Award                                         | Melhor Novo Ator de Televisão             | Game Of Thrones       | Indicado                  |      |
| 2015 | SAG Awards                                               | Melhor Elenco em Série de Drama           | Game Of Thrones       | Indicado                  |      |
| 2016 | Imagen Foundation Awards                                 | Melhor Ator - Televisão                   | Narcos                | Indicado                  |      |
| 2018 | Teen Choice Awards                                       | Melhor Luta                               | Kingsman              | Indicado                  |      |
| 2019 | Fargo Film Festival                                      | Melhor Ator                               | Prospect              | Venceu                    |      |
| 2019 | Gold Derby Awards                                        | Ator Convidado da Década                  | Game Of Thrones       | Venceu                    |      |
| 2020 | CinEuphoria Awards                                       | Prêmio Honorário (com equipe e elenco)    | Game Of Thrones       | Venceu                    |      |
| 2020 | Golden Tomato Award (Rotten Tomatoes)                    | Ator Favorito dos Fãs                     | Mulher Maravilha 1984 | Venceu                    |      |
| 2021 | Imagen Foundation Awards                                 | Melhor Ator - Filme                       | Mulher Maravilha 1984 | Indicado                  |      |
| 2021 | Entretenews Awards                                       | Melhor Vilão                              | Mulher Maravilha 1984 | Indicado                  |      |
| 2021 | Alpha Pro Awards                                         | Melhor Vilão                              | Mulher Maravilha 1984 | Venceu                    |      |
| 2021 | Alpha Pro Awards                                         | Melhor Ator em Filme de Superheroi        | Mulher Maravilha 1984 | Venceu                    |      |
| 2021 | Critics Choice Awards                                    | Melhor Ator em Série de Ficção            | The Mandalorian       | Indicado                  |      |
| 2021 | MTV Movie & TV Awards                                    | Melhor Dupla (com Grogu)                  | The Mandalorian       | Indicado                  |      |
| 2021 | MTV Movie & TV Awards                                    | Melhor Herói                              | The Mandalorian       | Indicado                  |      |
| 2021 | Hollywood Critics Association Television Awards          | Melhor Ator em Streaming - Drama          | The Mandalorian       | Indicado                  |      |
| 2022 | Hollywood Critics Association                            | Melhor Ator Coadjuvante                   | O Peso do Talento     | Runner-UP (Segundo Lugar) |      |
| 2022 | Latino Entertainment Journalists Association Film Awards | Melhor Ator Coadjuvante                   | O Peso do Talento     | Indicado                  |      |
| 2023 | MTV Movie & TV Awards                                    | Melhor Herói                              | The Last of Us        | Venceu                    |      |
| 2023 | MTV Movie & TV Awards                                    | Melhor Show                               | The Last of Us        | Venceu                    |      |
| 2023 | MTV Movie & TV Awards                                    | Melhor Dupla (com Bella Ramsey)           | The Last of Us        | Venceu                    |      |
| 2023 | Television Critics Association                           | Melhor Performance Individual em Drama    | The Last of Us        | Pendente                  |      |
| 2023 | GALECA: Sociedade de Críticos de Entretenimento LGBTQ    | Melhor Performance - Drama                | The Last of Us        | Pendente                  |      |
| 2023 | Hollywood Critics Association Television Awards          | Melhor Ator em Série de Drama             | The Last of Us        | Pendente                  |      |
| 2023 | Hollywood Critics Association Television Awards          | Melhor Ator Convidado em Série de Comédia | Saturday Night Live   | Pendente                  |      |
| 2023 | Emmy Awards                                              | Melhor Ator em Série de Drama             | The Last of Us        | Pendente                  |      |
| 2023 | Emmy Awards                                              | Melhor Ator Convidado em Série de Comédia | Saturday Night Live   | Pendente                  |      |
| 2023 | Emmy Awards                                              | Melhor Narrador                           | Patagônia             | Pendente                  |      |
| 2023 | Gold Derby TV Awards                                     | Melhor Ator em Drama                      | The Last of Us        | Pendente                  |      |
| 2023 | Gold Derby TV Awards                                     | Interprete do Ano                         | The Last of Us        | Pendente                  |      |
| 2023 | Gold Derby TV Awards                                     | Melhor Ator Convidado em Série de Comédia | Saturday Night Live   | Pendente                  |      |
| 2023 | Kids Choice Awards México                                | Celebridade Chilena                       | Ele Mesmo             | Pendente                  |      |
| 2023 | MTV Miaw Latin America                                   | Celebrity Crush                           | Ele Mesmo             | Pendente                  |      |